# Amedeo Ruggeri
Amedeo Ruggeri, italijanski dirkač, * 14. junij 1889, † 8. november 1932, Montlhéry, Francija.
Amedeo Ruggeri je bil znan italijanski motociklistični dirkač dvajsetih let, na dirkah za Veliko nagrado pa je debitiral v sezoni 1929, ko je na dirki za Veliko nagrado Tripolija v moštvu Officine Alfieri Maserati z dirkalnikom Maserati 26 osvojil četrto mesto. Nato je dirkal kot privatnik, a rezultati so bili slabši do sredine sezone 1930, ko je na svoji drugi dirki za tovarniško moštvo Maseratija za Veliko nagrado Tre Province osvojil tretje mesto, na naslednji dirki za Veliko nagrado Senigallie pa še drugo. Blizu stopničk je bil še na dirki za Veliko nagrado Rima v sezoni 1931, ko je z dirkalnikom Talbot T700 osvojil četrto mesto, premagali pa so ga le trije dirkači tovarniškega moštva Maseratija. Po koncu sezone 1932, novembra, se je smrtno ponesrečil pri poskusu postavitve kopenskega hitrostnega rekorda na dirkališču Autodrome de Linas-Montlhéry z dirkalnikom Maserati V5, ko ga je ob nesreči vrglo iz dirkalnika.
Vzrok nesreče ni znan. 